# Rocky Moran Jr.
William James "Rocky" Moran Jr. (Pasadena, 11 de janeiro de 1980) é um piloto automobilístico dos Estados Unidos da América. É filho de Rocky Moran, ex-piloto que disputou 10 temporadas da Indy, mas sem conquistar nenhum resultado expressivo.
Iniciou sua carreira pilotando karts entre 1990 e 1994. Profissionalizou-se como piloto de monopostos em 1996, disputando a Barber Dodge Pro Series, Fórmula Atlantic e Infiniti Pro Series (atual Indy Lights). Competiu ainda em provas da Rolex Sports Car Series entre 2006 e 2009, além da American Le Mans Series.

## Contratação pela Dale Coyne e substituição inesperada
Em 17 de abril de 2015, a Dale Coyne Racing surpreendeu ao contratar Moran, que chegou a fazer um teste com a Schmidt Peterson Motorsports em Homestead, em setembro de 2014. Ele disputaria o GP de Long Beach no lugar do colombiano Carlos Huertas. Porém, durante o primeiro treino livre para a corrida, o californiano bateu em Carlos Muñoz, fraturando um dedo em sua mão direita. A Dale Coyne decidiu, então, recorrer a Conor Daly.

## Links
- Site oficial de Rocky Moran Jr. (em inglês)